# Kevin Cummings
Kevin Cummings (Los Angeles, 1º dicembre 1990) è un ex giocatore di football americano e allenatore di football americano statunitense, che ha giocato come wide receiver.

## Palmarès
- 1 Mondiale (2015)